# Шотон

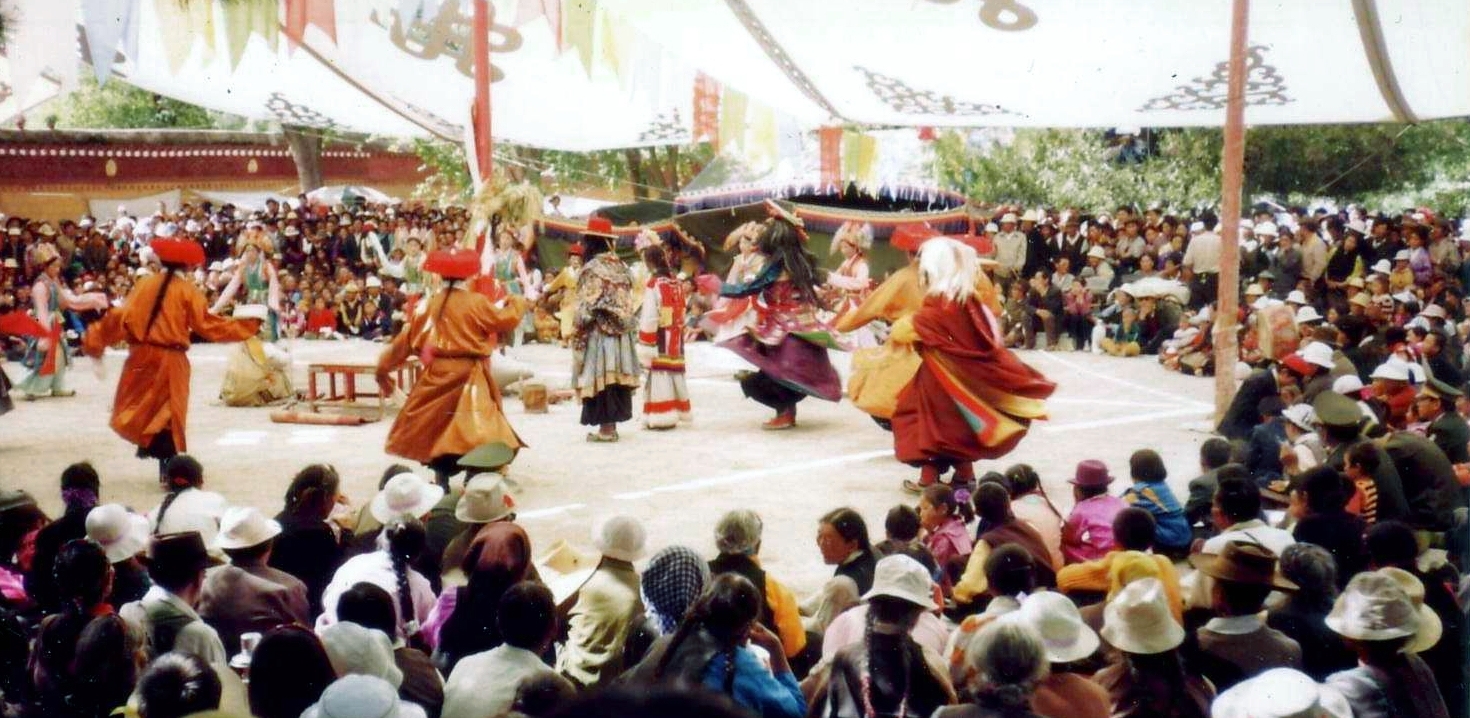
Танці під час Фестивалю Шодун, парк Норбулінґка, Лхаса, 1993

Шото́н (або Шоду́н, досл. «Свято кисляку») — традиційне свято тибетців, присвячене Будді.
Це свято з'явилось у ХІ столітті й історично раніше було пов'язано з літньою монахською практикою ритрит — періодом усамітнення монахів, коли буддійські монахи не покидали не лише монастирів, але й приміщення свого перебування. Це пов'язано з релігійною забороною виходу на відкрите повітря, задля передбачення вбивства живих істот.
В наш час Шотон/Шодун являє собою міське свято у центральному парку міста Лхаси (столиці Тибету) — Норбулінґка (Norbulingka, досл. «Дорогоцінний парк») з традиційними народним гулянням, виставами на відкритому просторі (див. Тибетська опера), частуванням і нічними вогнями. Святкування є значною туристичною принадою Лхаси і Тибету — щороку Шотон відвідують тисячі, переважно іноземних, гостей.